# Pia de' Tolomei
Pour les articles homonymes, voir Pia de' Tolomei (homonymie).
Pia de' Tolomei est une dame de Sienne, censée avoir vécu au XIIIe siècle, qui a été assassinée par son mari, Nello dei Pannocchieschi. Elle est mentionnée dans la Divine Comédie de Dante Alighieri et dans de nombreuses œuvres de l'époque romantique.
Sa biographie a été reconstituée afin de clarifier l'histoire mystérieuse du personnage dans le passage de Dante, grâce à l'intégration des diverses informations archivistiques disponibles. Elle culmine dans le meurtre présumé de la noble femme, scandaleux à l'époque de la rédaction de la Comédie et resté obscur.

## Biographie
Au chant V du Purgatoire, parmi les morts qui ont subi des violences et ne se sont repentis qu'à la fin de leur vie, apparaît une femme très douce qui échange quelques mots avec Dante et d'autres âmes. Elle révèle qu'elle s'appelle Pia et qu'elle souhaite qu'on se souvienne d'elle sur terre pour accélérer sa purgation.
Elle mentionne aimablement et brièvement au pèlerin le lieu où elle est née, Sienne, et celui où elle a été assassinée, la Maremme. Elle fait amèrement allusion à son meurtrier, son mari, comme étant celui qui, en lui donnant la mort, n'a pas respecté la promesse de fidélité indissoluble de l'anneau nuptial. Pia raconte son histoire à Dante avec une concision presque chronique, soulignant son détachement total de la vie et du monde terrestre : tout l'accent est mis sur la femme dans ses « Ricorditi ». Elle est la seule âme du canto à laquelle un voile de courtoisie s'applique, demandant au poète de se souvenir d'elle parmi les vivants, seulement lorsqu'il se sera reposé de son long voyage. Après le crescendo tumultueux du récit de l'âme précédente, Bonconte da Montefeltro (it), le canto se termine sur le ton élégiaque et mélancolique de l'appel de Pia.
Ce « Ricorditi di me... » (litt. « Souviens-toi de moi... ») si poignant est devenu l'un des vers les plus célèbres du poème (bien qu'elle ne soit pas la seule âme à faire une telle demande) et est imprégné de légèreté féminine, soulignée par l'utilisation de l'article déterminatif devant le nom (« la Pia »), typique du langage familier. Pia a besoin que Dante prie pour elle parce qu'elle sait que personne dans sa famille ne le ferait : elle lui demande de hâter son ascension au paradis.
La célébrité de ce passage, cependant, est principalement due au halo de mystère qui entoure la figure de Pia. L'identification avec Pia de' Tolomei a été acceptée jusqu'à présent, bien qu'elle n'ait jamais été documentée de manière concluante. Les anciens commentateurs du poème l'ont immédiatement désignée comme une femme de la famille Tolomei de Sienne, qui avait épousé en 1284 Nello dei Pannocchieschi (it), seigneur de Castel di Pietra en Maremme, podestat de Volterra et de Lucques, capitaine du Tagliamento guelfe, et qui vécut au moins jusqu'en 1322, année où elle fit son testament. Son lien politique avec la ville de Sienne est révélé par ce même testament. Son second mariage, en tant que veuf, avec Margherita Aldobrandeschi (it), comtesse de Sovana et de Pitigliano, est documenté. Dans ce vide (les archives sont muettes sur l'identité de la première femme de Nello) a été insérée, peut-être de manière tendancieuse, la figure de Pia de' Tolomei.
Nello possédait en effet le castel di Pietra en Maremme, où en 1297 il aurait d'abord emprisonné la femme et ensuite ordonné son assassinat en la faisant jeter par une fenêtre, peut-être à cause de la découverte de son infidélité, peut-être pour se débarrasser d'elle, en désirant un nouveau mariage.
Selon d'autres commentateurs anciens, elle aurait été tuée pour avoir commis quelque méfait (thèse de Jacopo della Lana, l'Ottimo et Francesco di Bartolo) ; selon d'autres encore, comme Benvenuto et le Florentin anonyme du XIVe siècle, pour un accès de jalousie de la part de son mari.

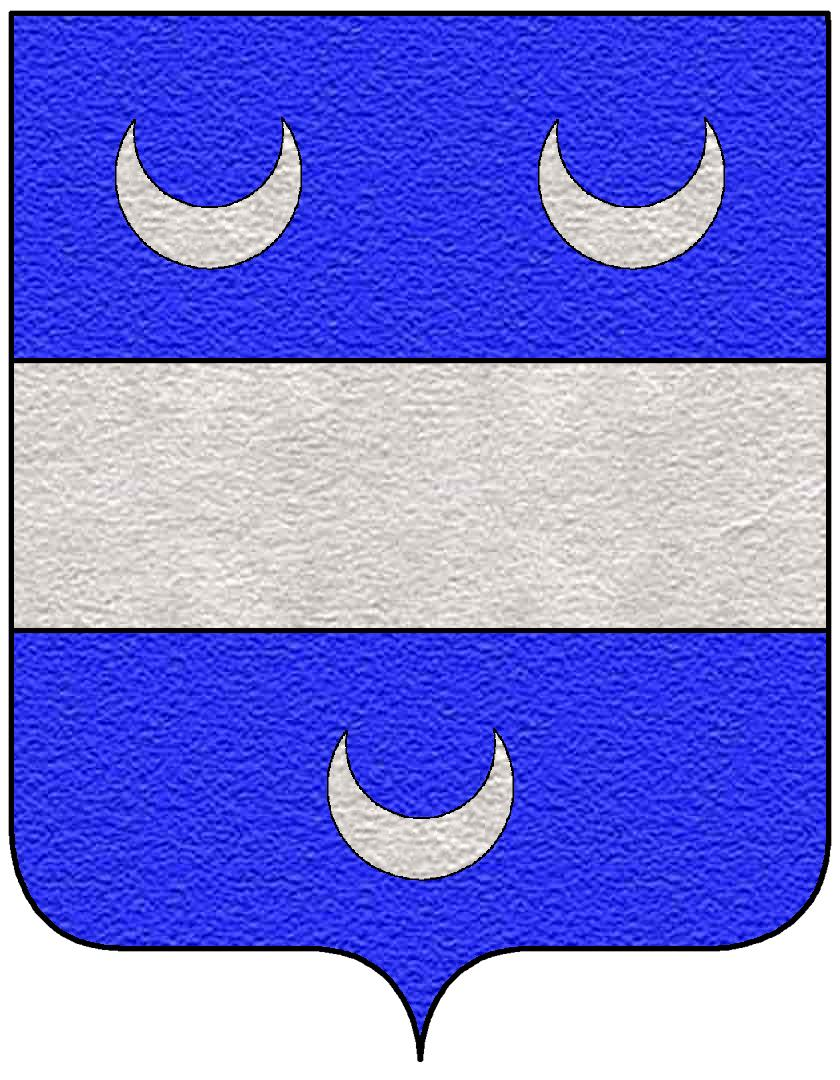
Blason de la famille Tolomei.

Nello di Inghiramo dei Pannocchieschi della Pietra a certainement épousé Margherita Aldobrandeschi dont il a eu un fils, Binduccio ou Bindoccio, mort à l'âge de treize ans après avoir été jeté dans un puits à Massa Marittima par les assassins de la famille Orsini. Mais il n'existe aucune trace du précédent mariage du comte Pannocchieschi. De plus, à l'époque de Nello, il n'y avait pas de fille ou de petite-fille nommée Pia dans le ménage Tolomei.
Des hypothèses plus récentes, identifient Pia à la famille Malavolti, mariée par procuration de Nello de' Pannocchieschi à Tollo, seigneur de Prata, vassal de la famille Aldobrandeschi, en 1285 ignominieusement assassiné sur la place de l'église par ses trois propres neveux, pour avoir pactisé avec Sienne. À la mort de son mari Tollo, selon la loi, Pia de' Malavolti devait être mariée à Nello (nnanellata pria / disposando m'avea con la sua gemma) en tant que garant du mariage. Le sort de Pia, qui a suivi celui de son mari, a peut-être été délibérément détourné des véritables exécuteurs et mandants, car il était encore à l'époque de Dante une source de scandale, bien que mystérieuse.

## Dans la culture populaire
La célébrité du personnage de Pia de' Tolomei est documentée par de nombreux livres, certains même monographiques, et films sur son histoire, ainsi que par un opéra de Gaetano Donizetti, qui a fait revivre le mythe au XIXe siècle, ainsi qu'un opéra-rock de Gianna Nannini. Dans les différents opéras, on trouve des versions différentes de la fidélité conjugale de Pia (véritable adultère ou accusée à tort) et de sa mort (morte de privations, ou jetée par son mari du balcon, ou tombée accidentellement de celui-ci).

### Littérature
- Novelle (prima parte, novella XII), nouvelle de Matteo Bandello (1554)
- La Pia de' Tolomei: leggenda romantica, poème de Bartolomeo Sestini (1822)
- Pia de' Tolomei, tragédie de Carlo Marenco (1836)
- Pia de' Tolomei, poème de Giuseppe Moroni dit « il Niccheri » (1873)
- Pia de' Tolomei, roman de Carolina Invernizio (1879)
- Pia de' Tolomei, poème de Giuseppe Baldi (1889)
- Pia de' Tolomei. Romanzo storico, roman de Diana Da Lodi (1900)
- La leggenda della Pia, roman de Decimo Mori (1907)
- Le Dialogue dans le marécage, de Marguerite Yourcenar (1930)
- Pia de' Tolomei. Composizione in ottava rima secondo la tradizione cantata, réimpression du poème de Giuseppe Moroni dit Niccheri, édité par Guglielmo Amerighi (1972)
- Pia de' Tolomei (racconto di vita e morte), tragédie théâtrale sur le mythe de Luca Rossi connu sous le nom de « Lam » (2003)
- Pia de' Tolomei e le "Notizie sulle Maremme toscane" , la légende romantique de Bartolomeo Sestini, éditée par Alessandro Bencistà, (2005)
- Matrimonio di sangue, roman de Mario Sica (2007)
- La Gemma di Siena, de Marina Fiorato

### Musique
- Pia de' Tolomei, opéra de Gaetano Donizetti et Salvadore Cammarano (1837), d'après le poème éponyme de Bartolomeo Sestini (1822).
- La Pia, dalla Divina Commedia di Dante, mélodie de Antonino Palminteri (vers 1881)
- Dante's Prayer, chanson de Loreena McKennitt contenue dans l'album The Book of Secrets (1997))
- ¿Pia?, dialogue dramatique musical en un acte de Azio Corghi (livret d'Azio Corghi, vaguement inspité du Dialogue dans le marécage de Marguerite Yourcenar) (première rappr. 9/7/2004)
- La Divina Commedia, opéra de Marco Frisina (2007))
- Pia come la canto io, album concept de Gianna Nannini (2007)
- La Pia de' Tolomei, opéra rock de Gianna Nannini, avec des paroles de Pia Pera (2010))
- Pia de' Tolomei, mélodrame en musique et en chansons sous la forme de Bruscello Poliziano, direction musicale et musique : Luciano Garosi, livret : Irene Tofanini, mise en scène : Marco Mosconi, direction artistique : Franco Romani, Ville de Montepulciano, compagnie populaire du Bruscello

### Cinéma

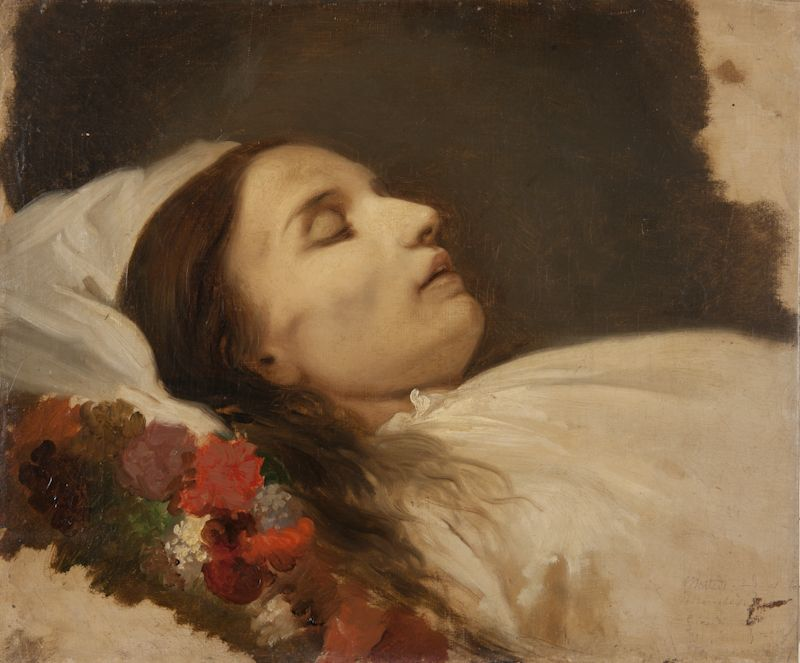
Pia de' Tolomei sur son lit de mort par Enrico Pollastrini vers 1850.

- Pia de' Tolomei, un film muet de Mario Caserini sorti en 1908 ;
- Pia de' Tolomei (it), un film muet de Gerolamo Lo Savio sorti en 1910 ;
- Pia de' Tolomei (it), un film d'Esodo Pratelli sorti en 1941 ;
- Pia de' Tolomei, le titre original de La parole est à l'épée, un film de Sergio Grieco sorti en 1958.